# 查莉达·威吉翁通
查莉达·威吉翁通 （羅馬化：Chalida Wijitvongtong，1993年8月8日—），綽號Mint，亦被称作Mint C，為泰國著名女演員及模特兒。代表作品有《名門紳士之曼舞雲霄》、《築夢莊園四部曲之詭計》等，其中在《築夢莊園四部曲之詭計》中的演出深受泰粉的喜愛，更成為新生代一線女主角。

## 生平
Mint於1993年8月8日出生於泰國曼谷，泰中印三國混血，父親為泰國華人，母親為泰國、印度混血。家中有三個弟弟，Mint排行老大，其二弟塔納查·威吉翁通（Mond）為GMMTV的旗下演員。Mint於2019年畢業於泰國斯坦福國際大學工商管理學系學士。其後於2023年畢業於泰國朱拉隆功大學Technology Management and Innopreneurship Program碩士。

## 演艺经历
2006年至2009年，MintC曾在多部電視劇，如：《可愛》、《我詭計多端的愛情》、《心之所及》、《บัวแล้งน้ำ枯蓮》、《浮華世家》中客串及飾演配角。
2010年開始，MintC人氣逐漸上漲。並在電視劇《傲慢與甜心》中，飾演三大女主角的其中一位女主角Gun。且於2010年第一次為三台四十週年台慶劇《圓夢山莊四部曲》的第三部曲《漫步花田錯》中飾演第三部曲女主角Cha-Aim。
2011年，MintC第二次為三台四十一週年台慶劇之一的《逆陽之境》中飾演男主角的妺妺Ploykhwa。又於同年在電視劇《愛的奇蹟》中飾演二大女主之一的Pimnareumon。
2012年，MintC再與普林·苏帕拉一同演出電視劇《雲之上系列》的《雲之上Ⅱ》。但因政治原因在播至第九集後，就在2013年1月4號停播，由《欲念之力》接檔。
2013年，MintC第三度為三台四十三週年台慶劇《名門紳士五部曲》的第五部曲《曼舞雲霄》中飾演女主角Piangkwan。在收視率及評價上獲得不少好評。
2014年，MintC出演泰國著名小說改編的《立方情緣》，並到台北拍攝了海外外景，播出後備受海內外的粉絲好評。
2015年，MintC與马里奥·毛瑞尔一同演出電視劇《兩顆心都為了你》，該劇雙重人格及前世今生的劇情備受觀眾喜愛。更於2015年第四屆泰國藝術象頭神獎因此獲得最佳女主角
2020年，MintC與彭沙功·麥塔立卡儂首度合作電視劇《命定摯愛》，該劇大結局收視率高達全國4.0，曼谷收視4.830，外府收視3.831，讓當時收視率低迷的三台打敗同時段的其他頻道，成為該時段收視第一的劇集。
2022年，MintC與彭沙功·麥塔立卡儂二度合作電視劇《恣意情思》，本劇為MintC演技挑戰之作，該劇的總收視率及大結局單集收視率為2022年上半年黃金檔排名第一，且於三台2022年總收視結算排行第三。
2023年，MintC與查農·桑提納同庫首度合作電視劇《職場攻心計》，本劇為MintC與三台專屬合約結束前的最後一部劇，並是三台首部先網後播的劇集，於11月23日上線Amazon Prime Video東南亞地區，開播後排行泰國區Amazon Prime Video熱門TOP10電視劇之一，曾獲TOP1。2024年5月30日正式於三台播出，接檔周三周四《玩火之風》。
2023至2024年間，Mint以自由艺人的身份秘密拍攝了《三十而已·曼谷篇》。该剧為擁有中國電視劇《三十而已》版權的檸萌影視國際部門與泰國影視製作公司Halo Productions联合製作，她在剧中飾演对应原版鍾曉芹的角色。

## 電視劇
| 年份            | 劇名                              | 角色                                  | 播出頻道                                      |
| --------------- | --------------------------------- | ------------------------------------- | --------------------------------------------- |
| 2006年          | 《Ta Doo Dao Tao Tid Din》        | 未知                                  | 泰國第7電視臺                                 |
| 2006年          | 《可愛》                          | Kim                                   | 泰國第3電視臺                                 |
| 2006年          | 《我詭計多端的愛情》              | 客串                                  | 泰國第3電視臺                                 |
| 2008年          | 《心的抉擇》                      | Pimrome（Pim）                        | 泰國第3電視臺                                 |
| 2009年          | 《浮華世家》                      | Podjanee                              | 泰國第3電視臺                                 |
| 2010年          | 《傲慢與甜心》                    | Kun                                   | 泰國第3電視臺                                 |
| 2010年          | 《築夢莊園之心火》                | Cher Aim                              | 泰國第3電視臺                                 |
| 2010年          | 《築夢莊園之詭計》                | Cher Aim                              | 泰國第3電視臺                                 |
| 2010年          | 《築夢莊園之魅力》                | Cher Aim                              | 泰國第3電視臺                                 |
| 2011年          | 《逆陽之境》                      | Ploy Kwan                             | 泰國第3電視臺                                 |
| 2011年          | 《愛的奇蹟》                      | Pimnareumon                           | 泰國第3電視臺                                 |
| 2012年          | 《雲之上2》                       | Dr. Praepailin                        | 泰國第3電視臺                                 |
| 2013年          | 《名門紳士之曼舞雲霄》            | PiengKwan（Kwan）                     | 泰國第3電視臺                                 |
| 2014年          | 《立方體》                        | Ruthainark（Nark）                    | 泰國第3電視臺                                 |
| 2015年          | 《甜心蜜侶》                      | Kaiwarn                               | 泰國第3電視臺                                 |
| 2015年          | 《兩顆心都為了你》                | Kewalin（Kaew）                       | 泰國第3電視臺                                 |
| 2017年          | 《情陷梨伽園》                    | Keerana Kaewkangsadarn / Kaew / Grand | 泰國第3電視臺                                 |
| 2017年          | 《心之源》                        | Siriganya                             | 泰國第3電視臺                                 |
| 2019年          | 《守護星辰》                      | Nubdao                                | 泰國第3電視臺                                 |
| 2020年          | 《命定摯愛》                      | Tongrak                               | 泰國第3電視臺                                 |
| 2020年          | 《我的下下籤》                    | Luckkana（Gie）                       | 泰國第3電視臺                                 |
| 2021年          | 《枯蓮》                          | Pethlada                              | 泰國第3電視臺 3Plus網播舊劇（未曾於電視首播） |
| 2022年          | 《恣意情思》                      | Lalita                                | 泰國第3電視臺                                 |
| 2022年          | 《超級巨星2007》                  | Mint（客串）                          | 泰國第3電視臺                                 |
| 2023年、 2024年 | 《職場攻心計》                    | Alisa                                 | Prime Video 泰國第3電視臺                     |
| 2024年          | 《名門紳士2：淑女之心》之Jaipisut | 中年PiengKwan（Kwan）                 | 泰國第3電視臺                                 |
| 2024年          | 《三十而已·曼谷篇》               | Chidjun                               |                                               |

## 外部連結
- 查莉達·薇吉翁彤於Channel 3的簡介 （页面存档备份，存于）（泰文）
- 查莉达·威吉翁通的Instagram帳戶
- 查莉达·威吉翁通的X（前Twitter）（泰文）
- 查莉达·威吉翁通在互联网电影资料库（IMDb）上的資料（英文）